# Léonce Lagroy de Croutte de Saint-Martin
Pour les articles homonymes, voir Lagroy de Croutte de Saint-Martin.
Léonce Lagroy de Croutte de Saint-Martin, né le 4 mai 1845 à Rethel et mort le 27 novembre 1924 à Versailles, est un général de brigade français.

## Biographie
Léonce-Joseph-Anselme Lagroy de Croutte de Saint-Martin est le fils d'Adolphe Lagroy de Croutte de Saint-Martin (né en 1808), magistrat, et d'Anne Joséphine Gormand (née en 1813). Il est le neveu du général Wallerand Léonce Alcée Lagroy de Croutte de Saint-Martin.  
Il est général de brigade, issu de la promotion d'Oajaca de Saint-Cyr en 1866.
En 1885, il épouse Marie-Louise Gérardin (1855-1898). De ce mariage naît leur fils Walerand-Joseph-Georges Lagroy de Croutte de Saint-Martin (1891-1974), inspecteur général des haras.

## Décorations
- Commandeur de la Légion d'honneur (1906) ; chevalier en 1881, officier en 1898[2].